# San Antonio de los Chacón
San Antonio de los Chacón är en ort i Mexiko.   Den ligger i kommunen Satevó och delstaten Chihuahua, i den nordvästra delen av landet, 1 200 km nordväst om huvudstaden Mexico City. San Antonio de los Chacón ligger 1 449 meter över havet och antalet invånare är 124.
Terrängen runt San Antonio de los Chacón är platt åt nordost, men åt sydväst är den kuperad.  Trakten runt San Antonio de los Chacón är nära nog obefolkad, med mindre än två invånare per kvadratkilometer. Närmaste större samhälle är San Francisco Javier de Satevó, 13,7 km sydost om San Antonio de los Chacón. Omgivningarna runt San Antonio de los Chacón är i huvudsak ett öppet busklandskap.